# Nobuhiko Okamoto

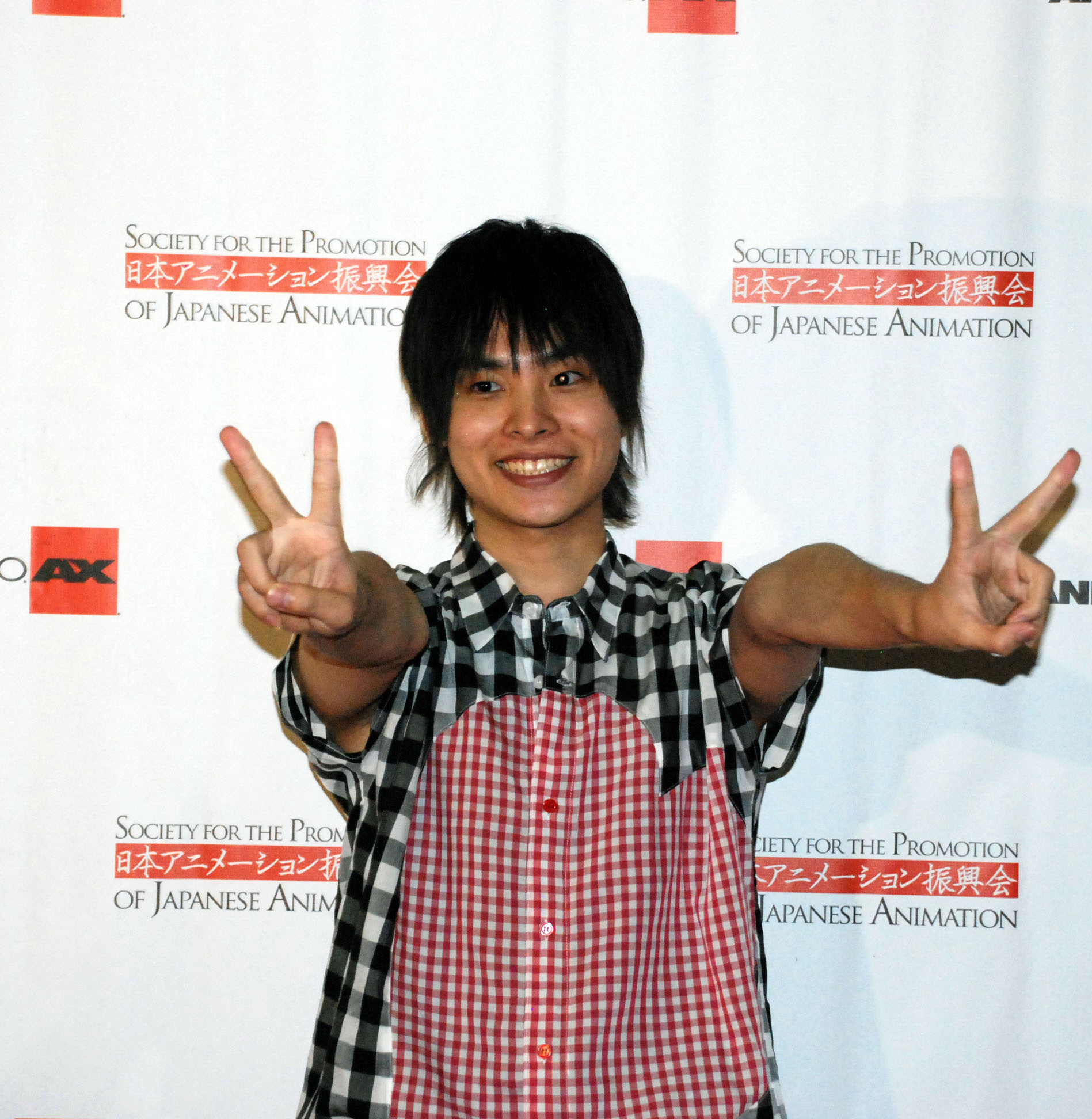
Nobuhiko Okamoto auf der Anime Expo (2012)

Nobuhiko Okamoto (岡本 信彦, Okamoto Nobuhiko, geboren am 24. Oktober 1986) ist ein japanischer Synchronsprecher und wird von Raccoon Dog repräsentiert. Er gewann den Preis für den besten neuen Schauspieler bei den 3. Seiyu Awards und den Preis für den besten Nebendarsteller bei den 5. Seiyu Awards.

## Karriere als Synchronsprecher
In einem Interview auf der Anime Expo sagte Nobuhiko Okamoto auf die Frage, was ihn dazu inspiriert hat, Synchronsprecher zu werden, dass er schon immer ein großer Fan von Slam Dunk war und die Figur Rukawa wirklich cool fand, so dass er so sein wollte wie er.
Bei den dritten Seiyu Awards, die am 7. März 2009 verliehen wurden, gewann er den Preis für den besten Nachwuchsschauspieler für seine Darstellungen von Accelerator in A Certain Magical Index, Shin Kanzato in Persona: Trinity Soul und Ryuji Kuhoin in Kure-nai, als er seinen Universitätsabschluss machte.
Bei den fünften Seiyu Awards die am 5. März 2011 verliehen wurden, gewann er den Preis für den besten Nebendarsteller für seine Darstellung von Takumi Usui in Maid Sama!, Eiji Niizuma in Bakuman und Accelerator in A Certain Magical Index.
Er sprach Yū Nishinoya in Haikyu!!, Katsuki Bakugo in My Hero Academia, Rin Okumura in Blue Exorcist, Ghiaccio in JoJo’s Bizarre Adventure, Karma Akabane in Assassination Classroom, Isaac "Zack" Foster in Angels of Death, Yoichi Saotome in Owari no Seraph, Louis Napoleon in Captain Tsubasa, Khun Aguero Agnes in Tower of God, Genya Shinazugawa in Demon Slayer: Kimetsu no Yaiba, Kurokiba Ryo in Food Wars: Shokugeki no Soma, Garfiel Tinsel in Re:Zero – Starting Life in Another World, Bete Loga in Is It Wrong to Try to Pick Up Girls in a Dungeon? und Liebe in Black Clover.
Okamoto gründete und wechselte am 1. April 2022 zu seiner neuen Sprecheragentur Raccoon Dog, nachdem Pro-Fit am 31. März geschlossen wurde.

## Musikkarriere
Nobuhiko hat viele Rollen eingesprochen und war auch an den Image-Songs und Insert-Songs (Soundtracks) von einigen Anime beteiligt.
An seinem 25. Geburtstag kündigte er sein Gesangsdebüt für das Jahr 2012 an. Am 23. Mai veröffentlichte er seine erste EP, Palette, die Platz 9 der wöchentlichen Oricon-Charts erreichte. Am 5. Juni 2013 veröffentlichte er seine zweite EP, Enjoy Full. Seine erste Single veröffentlichte er am 19. März 2014 mit dem Titel "Shunkan Beat" (瞬間BEAT).

## Privatleben
Er ist ein erfahrener Shogi-Spieler und hat die Shogi-Zertifizierung der 3. Klasse. Er war in mehreren Shogi-Veranstaltungen auf Niconico zu sehen und war bei verschiedenen Pokémon-Events ebenfalls anwesend. Okamoto spielt gerne Badminton. Außerdem moderierte er von 2010 bis 2015 eine Radiosendung über Spiele namens RADIO 4Gamer. Später änderte die Sendung ihren Namen in RADIO 4Gamer Tap und wurde mit Okamoto als Moderator fortgesetzt. Die Sendung war auf dem YouTube-Kanal "4GamerSP" zu hören.
Er ist Christ. In seiner Freizeit spielt er Videospiele.
Am 21. März 2020 gab Okamoto bekannt, dass er mit Asuka Ōgame verheiratet ist, nachdem Shūkan Bunshun über seine außereheliche Affäre berichtet hatte. Er entschuldigte sich für sein Verhalten.

## Filmografie

### Fernsehanimation
| Jahr | Titel                                                     | Rolle                                 | Anmerkungen                               | Ref.   |
| ---- | --------------------------------------------------------- | ------------------------------------- | ----------------------------------------- | ------ |
| 2006 | Ghost Hunt                                                | John Brown                            |                                           |        |
| 2006 | Mamotte! Lollipop                                         | Gomez                                 |                                           |        |
| 2007 | Bakugan Battle Brawlers                                   | Kōsuke                                | Ep. 9                                     |        |
| 2007 | Bakugan Battle Brawlers                                   | Tatsuya                               | Ep. 5                                     |        |
| 2007 | Engage Planet Kiss Dum                                    | Katou                                 | Ep. 16                                    |        |
| 2007 | Kono Aozora ni Yakusoku o: Yōkoso Tsugumi Ryō e           | Hiro Tsujisaki                        |                                           |        |
| 2007 | Myself; Yourself                                          | Youta                                 | Ep. 13                                    |        |
| 2007 | Nodame Cantabile                                          | Kanei                                 | Ep. 5                                     |        |
| 2007 | Potemayo                                                  | Yasumi Natsu                          |                                           |        |
| 2007 | Shugo Chara!                                              | Musashi                               |                                           |        |
| 2007 | Sky Girls                                                 | Hiroharu Kurosawa                     | Ep. 16                                    |        |
| 2007 | Sola                                                      | Yorito Morimiya                       |                                           |        |
| 2007 | Toward the Terra                                          | Serge Starjon                         |                                           |        |
| 2007 | You're Under Arrest: Full Throttle                        | Sudou                                 |                                           |        |
| 2008 | A Certain Magical Index                                   | Accelerator                           |                                           |        |
| 2008 | Kure-nai                                                  | Ryūji Kuhōin                          |                                           |        |
| 2008 | Kyōran Kazoku Nikki                                       | Takashi                               |                                           |        |
| 2008 | Legends of the Dark King: A Fist of the North Star Story  | Young Toki                            | Ep. 7                                     |        |
| 2008 | Nabari no Ō                                               | Gau Meguro                            |                                           |        |
| 2008 | Noramimi                                                  | Kabayuki                              | Eps. 3–4, 7                               |        |
| 2008 | Noramimi 2                                                | Kabayuki                              |                                           |        |
| 2008 | Onegai My Melody: Kirara                                  | Duck-kun                              |                                           |        |
| 2008 | Persona: Trinity Soul                                     | Shin Kanzato                          |                                           |        |
| 2008 | Sekirei                                                   | Haruka Shigi                          |                                           |        |
| 2008 | Shugo Chara!! Doki                                        | Musashi                               |                                           |        |
| 2008 | Toradora!                                                 | Kōta Tomiie                           | Eps. 12, 14, 25                           |        |
| 2009 | Akikan!                                                   | Gorō Amaji                            |                                           |        |
| 2009 | Battle Spirits: Shounen Gekiha Dan                        | Hideto Suzuri                         | Ep. 1                                     |        |
| 2009 | Metal Fight Beyblade                                      | Teru Saotome                          |                                           |        |
| 2009 | Chrome Shelled Regios                                     | Layfon Alseif                         |                                           |        |
| 2009 | GA Geijutsuka Art Design Class                            | Wakaumi                               |                                           |        |
| 2009 | Guin Saga                                                 | Oro                                   |                                           |        |
| 2009 | Hatsukoi Limited                                          | Haruto Terai                          |                                           |        |
| 2009 | Jewelpet                                                  | Kuranosuke Hinata                     |                                           |        |
| 2009 | Asu no Yoichi!                                            | Yoichi Karasuma                       |                                           |        |
| 2009 | Slayers Evolution-R                                       | Abel                                  |                                           |        |
| 2009 | The Sacred Blacksmith                                     | Luke Ainsworth                        |                                           |        |
| 2009 | Yumeiro Pâtissière                                        | Makoto Kashino                        |                                           |        |
| 2010 | A Certain Magical Index II                                | Accelerator                           |                                           |        |
| 2010 | Bakuman.                                                  | Eiji Niizuma                          |                                           |        |
| 2010 | Baka to Test to Shōkanjū                                  | Genji Hiraga                          | Ep. 11                                    |        |
| 2010 | Metal Fight Beyblade Explosion                            | Teru Saotome                          |                                           |        |
| 2010 | Bleach                                                    | Narunosuke                            |                                           |        |
| 2010 | Durarara!!                                                | Ryo Takiguchi                         |                                           |        |
| 2010 | Academy Apocalypse: Highschool of the Dead                | Takuzo                                | Ep. 3                                     |        |
| 2010 | Maid-sama                                                 | Takumi Usui                           |                                           |        |
| 2010 | Mayoi Neko Overrun!                                       | Takumi Tsuzuki                        |                                           |        |
| 2010 | Senkō no Night Raid                                       | Ichinose                              |                                           |        |
| 2010 | Nura: Rise of the Yokai Clan                              | Inugami                               |                                           |        |
| 2010 | Okamikakushi                                              | Issei Tsumuhana                       |                                           |        |
| 2010 | Ōkami-san and her Seven Companions                        | Hansel                                |                                           |        |
| 2010 | Otome Yōkai Zakuro                                        | Mamezō                                |                                           |        |
| 2010 | Shiki                                                     | Tōru Mutō                             |                                           |        |
| 2010 | Shukufuku no Campanella                                   | Leicester Maycraft                    |                                           |        |
| 2010 | Densetsu no Yūsha no Densetsu                             | Lear Rinkal                           |                                           |        |
| 2010 | Uragiri wa Boku no Namae o Shitteiru                      | Katsumi Tōma                          |                                           |        |
| 2010 | Yumeiro Pâtissière SP Professional                        | Makoto Kashino, Cassie                |                                           |        |
| 2011 | Blue Exorcist                                             | Rin Okumura                           |                                           |        |
| 2011 | A Dark Rabbit Has Seven Lives                             | Serge Entolio                         |                                           |        |
| 2011 | Baka to Test to Shokanju Ni!                              | Genji Hiraga                          |                                           |        |
| 2011 | Bakuman. 2                                                | Eiji Niizuma                          |                                           |        |
| 2011 | Beelzebub                                                 | Miki Hisaya                           |                                           |        |
| 2011 | Ben-To                                                    | Tomoaki Yamahara                      | Ep. 3                                     |        |
| 2011 | Freezing                                                  | Arthur Climpton                       |                                           |        |
| 2011 | Guilty Crown                                              | Kenji Kido                            |                                           |        |
| 2011 | Kamisama Dolls                                            | Kyōhei Kuga                           |                                           |        |
| 2011 | Kimi to Boku                                              | Fuyuki Matsuoka                       |                                           |        |
| 2011 | Last Exile: Fam, The Silver Wing                          | Johann, Vimal                         | Eps. 12–13                                |        |
| 2011 | Maria†Holic: Alive                                        | Rindo                                 |                                           |        |
| 2011 | Pretty Rhythm Aurora Dream                                | Wataru                                |                                           |        |
| 2011 | Sacred Seven                                              | Night Kijima                          |                                           |        |
| 2011 | Sekai-ichi Hatsukoi                                       | Shōta Kisa                            |                                           |        |
| 2011 | Sekai-ichi Hatsukoi Season 2                              | Shōta Kisa                            |                                           |        |
| 2011 | Tiger & Bunny                                             | Ivan Karelin / Origami Cyclone        |                                           |        |
| 2011 | Yumekui Merry                                             | Yumeji Fujiwara                       |                                           |        |
| 2012 | Aesthetica of a Rogue Hero                                | Akatsuki Ōsawa                        |                                           |        |
| 2012 | Bakuman. 3                                                | Eiji Niizuma                          |                                           |        |
| 2012 | Metal Fight Beyblade Zero-G                               | Zero Kurogane                         |                                           |        |
| 2012 | Code:Breaker                                              | Rei Ōgami/Code:06                     |                                           |        |
| 2012 | Daily Lives of High School Boys                           | Mitsuo                                |                                           |        |
| 2012 | Inazuma Eleven Go 2: Chrono Stone                         | Saryuu Evan                           |                                           |        |
| 2012 | Kamisama Kiss                                             | Mizuki                                |                                           |        |
| 2012 | Kimi to Boku 2                                            | Fuyuki Matsuoka                       |                                           |        |
| 2012 | Place to Place                                            | Io Otonashi                           |                                           |        |
| 2012 | Pretty Rhythm Dear My Future                              | Wataru                                |                                           |        |
| 2012 | Sakamichi no Apollon                                      | Seiji Matsuoka                        |                                           |        |
| 2012 | World War Blue                                            | Gear                                  |                                           | [ 17 ] |
| 2013 | Ace of Diamond                                            | Ryōsuke Kominato                      |                                           |        |
| 2013 | Arata: The Legend                                         | Arata Hinohara                        |                                           |        |
| 2013 | A Certain Scientific Railgun S                            | Accelerator                           |                                           |        |
| 2013 | Brothers Conflict                                         | Hikaru Asahina                        |                                           |        |
| 2013 | Cuticle Detective Inaba                                   | Kenmochi                              |                                           |        |
| 2013 | Devil Survivor 2 The Animation                            | Daichi Shijima                        |                                           |        |
| 2013 | Hakkenden: Eight Dogs of the East                         | Murasame                              |                                           |        |
| 2013 | Hakkenden: Eight Dogs of the East 2                       | Murasame                              |                                           |        |
| 2013 | Karneval                                                  | Azana                                 |                                           |        |
| 2013 | Log Horizon                                               | Karashin                              |                                           |        |
| 2013 | Photo Kano                                                | Takashi Azuma                         |                                           |        |
| 2013 | Star Blazers 2199                                         | Alter                                 | (ep 9), Tasuke Tokugawa (eps 2, 7)        |        |
| 2013 | Unbreakable Machine-Doll                                  | Loki                                  |                                           |        |
| 2013 | Wanna be the Strongest in the World                       | Chairman                              |                                           |        |
| 2014 | Ace of Diamond                                            | Ryōsuke Kominato                      |                                           |        |
| 2014 | Black Butler: Book of Circus                              | Dagger                                |                                           |        |
| 2014 | Captain Earth                                             | Koichi Ban                            |                                           |        |
| 2014 | Shojo-Mangaka Nozaki-kun                                  | Mikoto "Mikorin" Mikoshiba            |                                           |        |
| 2014 | Haikyū!!                                                  | Yuu Nishinoya                         |                                           |        |
| 2014 | Hamatora                                                  | Seo                                   |                                           |        |
| 2014 | When Supernatural Battles Became Commonplace              | Jurai Andō                            |                                           |        |
| 2014 | Kill la Kill                                              | Shinjiro Nagita/Nui Harime's disguise | (ep 13)                                   |        |
| 2014 | Log Horizon 2                                             | Karashin                              |                                           |        |
| 2014 | Magical Warfare                                           | Gekkō Nanase                          |                                           |        |
| 2014 | Re: Hamatora                                              | Seo                                   |                                           |        |
| 2014 | World Trigger                                             | Jun Arashiyama                        |                                           | [ 18 ] |
| 2014 | Yona – Prinzessin der Morgendämmerung                     | Shin-Ah, Han-Dae, Abi                 |                                           |        |
| 2015 | Assassination Classroom                                   | Karma Akabane                         |                                           | [ 19 ] |
| 2015 | Kamisama Hajimemashita 2                                  | Mizuki                                |                                           |        |
| 2015 | Fafner in the Azure: Exodus                               | Jonathan Mitsuhiro Bertrand           |                                           |        |
| 2015 | Food Wars! Shokugeki no Soma                              | Ryou Kurokiba                         |                                           |        |
| 2015 | Q Transformer: Saranaru Ninkimono e no Michi              | Soundwave                             |                                           |        |
| 2015 | Haikyū!! 2                                                | Yuu Nishinoya                         |                                           |        |
| 2015 | Is It Wrong to Try to Pick Up Girls in a Dungeon?         | Bete Loga                             |                                           | [ 20 ] |
| 2015 | Seraph of the End                                         | Yōichi Saotome                        |                                           |        |
| 2015 | Seraph of the End: Battle in Nagoya                       | Yōichi Saotome                        |                                           |        |
| 2015 | Die rothaarige Schneeprinzessin                           | Obi                                   |                                           |        |
| 2015 | Ultimate Otaku Teacher                                    | Kakitani                              |                                           |        |
| 2015 | Star-Myu: High School Star Musical                        | Rui Tatsumi                           |                                           | [ 21 ] |
| 2016 | Prince of Stride Alternative                              | Takeru Fujiwara                       |                                           | [ 22 ] |
| 2016 | Assassination Classroom 2nd Season                        | Karma Akabane                         |                                           | [ 23 ] |
| 2016 | Haruchika                                                 | Kaiyū Hiyama                          |                                           | [ 24 ] |
| 2016 | Snow White with the Red Hair 2                            | Obi                                   |                                           | [ 25 ] |
| 2016 | My Hero Academia                                          | Katsuki Bakugo                        |                                           |        |
| 2016 | Buddy Go                                                  | Hayate                                |                                           | [ 26 ] |
| 2016 | Alderamin on the Sky                                      | Ikuta Sorōku                          |                                           | [ 27 ] |
| 2016 | First Love Monster                                        | Kōta Shinohara                        |                                           | [ 28 ] |
| 2016 | Cheer Boys!!                                              | Kazuma Hashimoto                      |                                           | [ 29 ] |
| 2016 | Food Wars! Shokugeki no Soma: The Second Plate            | Ryō Kurokiba                          |                                           |        |
| 2016 | Momokuri                                                  | Shinya "Momo" Momotsuki               |                                           | [ 30 ] |
| 2016 | March Comes in like a Lion                                | Harunobu Nikaidō                      |                                           | [ 31 ] |
| 2016 | Haikyuu!!: Karasuno Koukou vs Shiratorizawa Gakuen Koukou | Yuu Nishinoya                         |                                           |        |
| 2016 | All Out!!                                                 | Atsushi Miyuki                        |                                           |        |
| 2016 | Scared Rider Xechs                                        | Rickenbacker                          |                                           |        |
| 2017 | Shōkoku no Altair                                         | Silâh Ismail                          |                                           | [ 32 ] |
| 2017 | Blue Exorcist: Kyoto Saga                                 | Rin Okumura                           |                                           | [ 33 ] |
| 2017 | The Dragon Dentist                                        | Bell                                  |                                           |        |
| 2017 | Sword Oratoria                                            | Bete Loga                             |                                           |        |
| 2017 | Jūni Taisen                                               | Usagi                                 |                                           | [ 34 ] |
| 2017 | Mahōjin Guru Guru                                         | Raid                                  | (ep 6, 8 – 11, 13 – 19, 21 – )            | [ 35 ] |
| 2017 | Monster Hunter Stories: Ride On                           | Debli                                 |                                           | [ 36 ] |
| 2017 | March Comes in like a Lion 2nd Season                     | Harunobu Nikaidou                     |                                           |        |
| 2017 | My Hero Academia 2                                        | Katsuki Bakugō                        |                                           | [ 37 ] |
| 2017 | Onihei                                                    | Chūgo Kimura                          |                                           | [ 38 ] |
| 2017 | Pokémon: Sun and Moon                                     | Glazio (Gladion)                      |                                           | [ 39 ] |
| 2017 | Star-Myu: High School Star Musical 2                      | Rui Tatsumi                           |                                           |        |
| 2017 | Vatican Miracle Examiner                                  | Hiraga Josef Kō                       |                                           | [ 40 ] |
| 2017 | Welcome to the Ballroom                                   | Kiyoharu Hyōdō                        |                                           | [ 41 ] |
| 2017 | Katsugeki/Touken Ranbu                                    | Hizamaru                              |                                           |        |
| 2017 | Re:Creators                                               | Shō Hakua                             |                                           | [ 42 ] |
| 2017 | Food Wars! Shokugeki no Soma: The Third Plate             | Ryō Kurokiba                          |                                           |        |
| 2017 | Dynamic Chord                                             | Chiya Suzuno                          |                                           | [ 43 ] |
| 2018 | Touken Ranbu: Hanamaru 2                                  | Hizamaru                              |                                           |        |
| 2018 | Nicht schon wieder, Takagi-San                            | Takao                                 |                                           | [ 44 ] |
| 2018 | The Ryuo's Work is Never Done!                            | Ayumu Kannabe                         |                                           | [ 45 ] |
| 2018 | Hakyu Hoshin Engi                                         | Ōtekun                                |                                           | [ 46 ] |
| 2018 | My Hero Academia 3                                        | Katsuki Bakugō                        |                                           |        |
| 2018 | Nil Admirari no Tenbin: Teito Genwaku Kitan               | Akira Kōgami                          |                                           | [ 47 ] |
| 2018 | Magical Girl Site                                         | Kaname Asagiri                        |                                           | [ 48 ] |
| 2018 | Food Wars! Shokugeki no Soma: The Third Plate 2nd Cour    | Ryō Kurokiba                          |                                           |        |
| 2018 | Wotakoi: Love is Hard for Otaku                           | Ken, Nao's friend                     |                                           |        |
| 2018 | Hanebado!                                                 | Kentarō Tachibana                     |                                           | [ 49 ] |
| 2018 | Angels of Death                                           | Isaac "Zack" Foster                   |                                           | [ 50 ] |
| 2018 | Cells at Work!                                            | Dendritic Cell                        |                                           | [ 51 ] |
| 2018 | Phantom in the Twilight                                   | Luke Bowen                            |                                           | [ 52 ] |
| 2018 | A Certain Magical Index III                               | Accelerator                           |                                           | [ 53 ] |
| 2019 | JoJo's Bizarre Adventure: Golden Wind                     | Ghiaccio                              |                                           | [ 54 ] |
| 2019 | Meiji Tokyo Renka                                         | Kyōka Izumi                           |                                           | [ 55 ] |
| 2019 | Demon Slayer: Kimetsu no Yaiba                            | Genya Shinazugawa                     |                                           |        |
| 2019 | Star-Myu: High School Star Musical 3                      | Rui Tatsumi                           |                                           |        |
| 2019 | Food Wars! Shokugeki no Souma: The Fourth Plate           | Ryou Kurokiba                         |                                           |        |
| 2019 | RobiHachi                                                 | Hoshiro                               |                                           |        |
| 2019 | Inazuma Eleven: Orion no Kokuin                           | Froy Girikanan                        |                                           |        |
| 2019 | If It's for My Daughter, I'd Even Defeat a Demon Lord     | Dale                                  |                                           | [ 56 ] |
| 2019 | Teasing Master Takagi-san 2                               | Takao                                 |                                           |        |
| 2019 | A Certain Scientific Accelerator                          | Accelerator                           |                                           | [ 57 ] |
| 2019 | Beastars                                                  | Kai                                   | Jaguar (ep 9)                             |        |
| 2019 | My Hero Academia 4                                        | Katsuki Bakugō                        |                                           |        |
| 2019 | True Cooking Master Boy                                   | Tang San Jie                          |                                           |        |
| 2020 | Sorcerous Stabber Orphen                                  | Swain                                 |                                           | [ 58 ] |
| 2020 | A Certain Scientific Railgun T                            | Accelerator                           |                                           |        |
| 2020 | Log Horizon: Destruction of the Round Table               | Karashin                              |                                           | [ 59 ] |
| 2020 | Haikyuu!!: To The Top                                     | Yuu Nishinoya                         |                                           |        |
| 2020 | Tower of God                                              | Khun Aguero Agnes                     |                                           | [ 60 ] |
| 2020 | Food Wars! Shokugeki no Soma: The Fifth Plate             | Ryō Kurokiba                          |                                           |        |
| 2020 | Re:Zero – Starting Life in Another World 2nd Season       | Garfiel Tinsel                        |                                           | [ 61 ] |
| 2021 | Bottom-Tier Character Tomozaki                            | Shūji Nakamura                        |                                           | [ 62 ] |
| 2021 | Dr. Ramune: Mysterious Disease Specialist                 | Nico                                  |                                           | [ 63 ] |
| 2021 | Horimiya                                                  | Kakeru Sengoku                        |                                           | [ 64 ] |
| 2021 | True Cooking Master Boy Season 2                          | Tang San Jie                          |                                           |        |
| 2021 | Black Clover                                              | Liebe                                 | vorher durch Kenichiro Matsuda gesprochen | [ 65 ] |
| 2021 | My Hero Academia 5                                        | Katsuki Bakugō                        |                                           |        |
| 2021 | Burning Kabaddi                                           | Masato Ojo                            |                                           | [ 66 ] |
| 2021 | Those Snow White Notes                                    | Kaito Yaguchi                         |                                           | [ 67 ] |
| 2021 | Ore, Tsushima                                             | Cha                                   |                                           | [ 68 ] |
| 2021 | Edens Zero                                                | Noah Glenfield                        |                                           |        |
| 2021 | The Heike Story                                           | Taira no Sukemori                     |                                           |        |
| 2021 | Dragon Quest: The Adventure of Dai                        | Nova                                  |                                           |        |
| 2022 | Teasing Master Takagi-san 3                               | Takao                                 |                                           |        |
| 2022 | Salaryman's Club                                          | Yukei Saruhashi                       |                                           | [ 69 ] |
| 2022 | Kawaii dake ja Nai Shikimori-san                          | Inuzuka Shū                           |                                           | [ 70 ] |
| 2022 | My Stepmom's Daughter Is My Ex                            | Kogure Kawanami                       |                                           | [ 71 ] |
| 2022 | Tokyo Mew Mew New                                         | Quiche                                |                                           | [ 72 ] |
| 2022 | Uncle from Another World                                  | Raiga                                 |                                           | [ 73 ] |
| 2024 | Pseudo Harem                                              | Eiji Kitahama                         |                                           |        |

### Original Video Animation(OVA)
- Akikan!: Perfection!? The Hot Spring Panic (2009) als Gorō Amaji
- Megane na Kanojo (2010) als Jun'ichi Kamiya
- Air Gear: Break on the Sky (2011) als Itsuki Minami
- Blue Exorcist: Runaway Kuro (2011) als Rin Okumura
- Shukufuku no Campanella OVA (2011) als Leicester Maycraft
- Code:Breaker (2012) als Rei Ōgami
- Hanayaka Nari, Waga Ichizoku: Kinetograph (2012) als Masashi Miyanomori
- Assassination Classroom (2013) als Akabane Karma
- Brothers Conflict OVA 2 (2013) als Hikaru Asahina
- Kamisama Kiss (2013) als Mizuki
- Hybrid Child (2014–2015) als Kotarō Izumi[74]
- Star-Myu: High School Star Musical (2016) als Rui Tatsumi
- Kamisama Hajimemashita: Kako-hen (2016) als Mizuki

### Original Net Animation(ONA)
- Momokuri (2015) als Shinya Momotsuki (Momo)[75]
- Koro Sensei Quest (2016) als Karma Akabane
- The Heike Story (2021)[76]
- Beyblade Burst Dynamite Battle (2021) als Phenomeno Payne[77]
- Tiger & Bunny 2 (2022) als Ivan Karelin/Origami Cyclone[78]

### Kinofilme
- Blue Exorcist: The Movie (2012) als Rin Okumura
- Tiger & Bunny: The Beginning (2012) als Ivan Karelin/Origami Cyclone
- Toaru Majutsu no Index: Endyumion no Kiseki (2013) als Accelerator
- Patema Inverted (2013) als Age
- Saint Seiya: Legend of Sanctuary (2014) als Andromeda Shun
- Sekai-ichi Hatsukoi: Yokozawa Takafumi no Baai (2014) als Shōta Kisa
- Tiger & Bunny: The Rising (2014) als Ivan Karelin/Origami Cyclone
- Gekijōban Meiji Tokyo Renka: Yumihari no Serenade (2015) als Kyōka Izumi[79]
- Assassination Classroom The Movie: 365 Days (2016) als Karma Akabane
- Koro-sensei Q! (2016) als Karma Akabane
- My Hero Academia: Two Heroes (2018) als Katsuki Bakugō
- Fafner in the Azure: The Beyond (2019) als Chaos Partland
- My Hero Academia: Heroes Rising (2019) als Katsuki Bakugō
- WAVE!! Surfing Yappe!! (2020) als Rindō Fuke[80]
- Break of Dawn (2022) as Ginnosuke Tadokoro[81]
- My Hero Academia: World Heroes' Mission (2021) als Katsuki Bakugō
- Teasing Master Takagi-san: The Movie (2022) als Takao[82]

### Drama CDs
- Barajou No Kiss als Ninufa
- Heaven's Memo Pad als Hitoshi Mukai
- Nabari no Ou als Gau Meguro
- Rikei Danshi als Hazeru Mizunomoto (see below)
- Weekly Lying (Shukan Soine CD Series Vol.8 Ryo) als Ryo
- A Certain Scientific Railgun als Accelerator
- Yumeiro Patissiere als Makoto Kashino
- Tonari no Kaibutsu-kun als Sasahara Sohei
- Photograph Journey als Takara Yuzurihara
- Honeymoon Vol. 14 als Ayumu Kaido
- E:Robotts Model.917 als Shinonome
- Brothers Conflict Series 2 Vol. 4 als Hikaru Asahina
- The Best Place Vol. 2 als Ryo Tachibana
- Ookami-kunchi: Wolves Brothers Home als Ookami Heat
- Lovesick Ellie als Omi[83]

### Spiele
2006
- Granado Espada als Racel

2009
- Little Anchor als Yoshua Lineberger（ヨシュア・ラインベルカー）

2010
- NieR Replicant als Nier
- Chaos Rings als Ayuta
- Death Connection als Leonardo

2011
- Corpse Party: Book of Shadows als Tsukasa Mikuni
- La storia della Arcana Famiglia als Ash
- Meiji Tokyo Renka als Izumi Kyoka
- Sleepy-time Boyfriend als Ryo

2012
- 12 Ji no Kane no Cinderella ~Halloween Wedding~ als Roy Difentarl
- Be My Princess als Prince Wilfred Spencer
- Black Wolves Saga als Pearl
- Brothers Conflict: Passion Pink als Hikaru Asahina
- Jyuzaengi Engetsu Sangokuden als Cho Hi
- Lollipop Chainsaw als Swan und Killabilly
- Mobile Suit Gundam: Extreme Vs. Full Boost als Leos Alloy
- SD Gundam G Generation Overworld als Fon Spaak
- Tokyo Babel als Uliel

2013
- 2/2 Lover: Angels and Demons als Hinata, Setsuna
- Hanasaku Manimani als Fujishige Takara
- Hanayaka Nari, Waga Ichizoku Tasogare Polar Star als Masashi Miyanomori
- Koibana Days als Araragi Tsukasa
- Minus Eight als Maya Kazahara
- School Wars ~Sotsugyou Sensen~ als Naezono Oji
- Seishun Hajimemashita als Rikuno Kanade
- Storm Lovers 2 als Nanao Shiina
- Toki no Kizuna Hanayui Tsuzuri als Hatsushimo Senkimaru

2014
- Devil Survivor 2 Break Record als Daichi Shijima
- Dynamic Chord als Chiya Suzuno
- Gakuen Heaven 2: Double Scramble als Reon Yagami[84]
- Happy+Sugar=Darlin als Tamaki Satomi
- Heart no Kuni no Alice ~Wonderful Twin World~ als Humpty & Dumpty
- Pokemon Omega Ruby and Alpha Sapphire als Yuki (Brendan)
- Re-Vice[D] als Yukine
- Root Rexx als Soma Shiraishi
- Sengoku Basara 4 als Shibata Katsuie
- Vinculum Hearts ~Iris Mahou Gakko~ als Iris

2015
- Hyakka Yakou als Toki Kage
- Luminous Arc Infinity als Seed
- Touken Ranbu als Hizamaru
- Yume Oukoku to Nemureru 100 nin no Ouji-sama als Lecien
- Granblue Fantasy als Ceylan

2016
- Digimon World: Next Order als Shoma Tsuzuki
- Ikemen Revolution: Alice and Love Magic als Lancelot Kingsley
- Ikemen Royal Palace: Cinderella in Midnight als Rayvis Harnei
- Fate/Grand Order als Assassin of Shinjuku/Yan Qing
- Bungo to Alchemist als Tanizaki Junichirou

2017
- Granblue Fantasy als Gilbert

2018
- My Hero: One's Justice als Katsuki Bakugo[85]
- The Thousand Musketeers als Hokusai
- Dragalia Lost als Orsem
- Shinen Resist als Rosa
- World End Heroes als Rinri Kitamura
- Food Fantasy als Souffle und Tequila
- Piofiore: Fated Memories als Yang[86]

2019
- Onmyoji als Ootakemaru
- Warriors Orochi 4 Ultimate als Iqbaal Ramadhan
- SD Gundam G Generation Cross Rays als Fon Spaak
- BlackStar - Theatre Starless als Mizuki
- A Certain Magical Index: Imaginary Fest als Accelerator[87]

2020
- Yakuza: Like a Dragon als Tianyou Zhao
- Disney: Twisted-Wonderland als Floyd Leech
- Identity V als Naib Subedar
- Helios Rising Heroes als Gray Reverse

2021
- Cookie Run: Kingdom als Mint Choco Cookie

2022
- The Diofield Chronicle als Andrias Rhondarson[88]

### Dubbing
- Bates Motel (Norman Bates (Freddie Highmore))[89]
- The Good Doctor (Dr. Shaun Murphy (Freddie Highmore))[90]
- Leonardo (Stefano Giraldi (Freddie Highmore))[91]
- Power Rangers Mystic Force (Charlie "Chip" Thorn / Yellow Mystic Ranger (Nic Sampson))[92]
- Ms. Marvel (Kareem / Red Dagger (Aramis Knight))[93]

## Diskografie

### Mini-Alben
| Jahr | Titel Musiklabel   | Höchstplatzierung, Gesamtwochen, AuszeichnungChartsChartplatzierungen (Jahr, Titel, Musiklabel, Platzierungen, Wochen, Auszeichnungen, Anmerkungen) | Anmerkungen                             |
| Jahr | Titel Musiklabel   | JP | Anmerkungen                             |
| ---- | ------------------ | --- | --------------------------------------- |
| 2012 | Palette Lantis     | JP9 (3 Wo.)JP | Erstveröffentlichung: 23. Mai 2012      |
| 2013 | Enjoy Full Lantis  | JP17 (2 Wo.)JP | Erstveröffentlichung: 5. Juni 2013      |
| 2014 | Parading Lantis    | JP15 (3 Wo.)JP | Erstveröffentlichung: 13. August 2014   |
| 2015 | Questory Lantis    | JP15 (3 Wo.)JP | Erstveröffentlichung: 25. November 2015 |
| 2018 | Braverthday Lantis | JP10 (2 Wo.)JP | Erstveröffentlichung: 24. Oktober 2018  |
| 2021 | Chaosix Lantis     | JP27 (2 Wo.)JP | Erstveröffentlichung: 27. Januar 2021   |

### Singles
| Jahr | Titel Album                                | Höchstplatzierung, Gesamtwochen, AuszeichnungChartsChartplatzierungen (Jahr, Titel, Album, Platzierungen, Wochen, Auszeichnungen, Anmerkungen) | Anmerkungen                            |
| Jahr | Titel Album                                | JP | Anmerkungen                            |
| ---- | ------------------------------------------ | --- | -------------------------------------- |
| 2014 | Beat (瞬間) –                              | JP16 (3 Wo.)JP | Erstveröffentlichung: 19. März 2014    |
| 2016 | Your smile, my smile (君の笑顔 僕の笑顔) – | JP18 (3 Wo.)JP | Erstveröffentlichung: 6. Juli 2016     |
| 2017 | Sacramento (サクラメント) –                | JP20 (2 Wo.)JP | Erstveröffentlichung: 9. August 2017   |
| 2017 | Melty Halloween –                          | JP12 (6 Wo.)JP | Erstveröffentlichung: 25. Oktober 2017 |
| 2019 | Miracle Trail (奇跡の軌跡) –               | JP14 (3 Wo.)JP | Erstveröffentlichung: 10. Juli 2019    |

### Anime Songs
- Chrome Shelled Reg

ios (als Layfon Alseif)
- - (2009.08.07) Kokaku no Regios Character Songs -The First Session-
    - 愛のツェルニ (Ai no Zuellni) Feat. Layfon Alseif & Leerin Marfes (mit Mikako Takahashi)

  - (2009.08.28) Kokaku no Regios Character Songs -The Second Session-
    - 愛のツェルニ (Ai no Zuellni) Feat. Layfon Alseif
- Maid Sama! (als Takumi Usui)
  - (2010.07.22) Kaichou wa Maid-sama! Character Concept CD4 – Another Side
    - Promise
- Yumekui Merry (als Yumeji Fujiwara)
  - (2011.02.25) Yumekui Merry Character Song – Fujiwara Yumeji
    - 終わらない夜を (Owaranai Yoru o)
    - 何色インユアドリーム (Nani iro in Your Dream)
- Sekaiichi Hatsukoi (als Kisa Shouta)
  - (2011.07.06) Sekai-ichi Hatsukoi Character Song Vol.3 Shoudou Alarm – Shouta Kisa
    - 衝動アラーム (Shodo Alarm)
    - 君に出逢えた奇跡 (Kimi Ni Deaeta Kiseki)
- Pretty Rhythm: Aurora Dream (als Wataru)
  - (2011.07.20) Pretty Rhythm Aurora Dream Livetic Character Song act.4 1/1000 no Bigaku (als Callings mit Takashi Kondō und Kenn)
    - 1/1000永遠の美学 (1/1000 Eien no Bigaku)
    - 1/1000永遠の美学 <instrumental>

  - (2012.03.16) Pretty Rhythm Aurora Dream Prism Music Collection DX (als Callings)
    - 1/1000 永遠の美学 (1/1000 Eien no Bigaku)
    - 愛しのティンカーベル (Itoshi no Tinker Bell)
- Toaru Majutsu no Index und Toaru Majutsu no Index II' (als Accelerator)
  - (2011.08.24) To Aru Majutsu no Index II Archives 4
    - 99.9% Noisy
- Sacred Seven (als Night Terushima)
  - (2011.12.07) Sacred Seven Drama Character Album IV Fragment of S7 Kijima Night x Lau Feizooi
    - Knight of Light
- Tiger & Bunny (als Ivan Karelin/Origami Cyclone)
  - (2012.02.08) Tiger & Bunny Character Song Album Best of Hero
- Ao no Exorcist (als Rin Okumura)
  - (2011.08.24) Ao no Exorcist OP2 – In My World
    - In My World -青の炎 Edition- With Rin Okumura & Yukio Okumura (mit Rookiez is Punk'd und Jun Fukuyama)

  - (2011.08.31) Ao no Exorcist ED2 – Wired Life
    - Wired Life (No Escape Remix) feat. Okumura Rin
- (2012.04.18) Atchi de Kotchi de (あっちでこっちで) (Atchi Kotchi Opening)
- # あっちでこっちで (Atchi de Kotchi de) (als Atchi Kotchi mit Rumi Ōkubo, Hitomi Nabatame, Kaori Fukuhara & Shintarō Asanuma)
- # あっちこっちまいにち! (Atchi Kotchi Mainichi!) (Duett mit Rumi Ōkubo)
- # あっちでこっちで (Instrumental)
- # あっちこっちまいにち! (Instrumental)
- (2012.11.28) Retrospective World (Aoi Sekai no Chūshin de als Opening)
- # Retrospective World (Duett mit Hiro Shimono)
- # Retrospective World (Gear solo version (ギア Solo バージョン))
- # Retrospective World (Tezhilov solo version (テジロフ Solo バージョン))
- # Retrospective World (Anime OP version (アニメOP バージョン))
- # Retrospective World (off vocal version)
- (2013.07.31) 14 to 1 (Brothers Conflict ending single) (als Hikaru Asahina)
  - 14 to 1 (als Asahina Bros.+ Juli mit Kenn, Daisuke Namikawa, Hiroshi Kamiya, Junichi Suwabe, Ken Takeuchi, Kazuyuki Okitsu, Tomoaki Maeno, Daisuke Ono, Kenichi Suzumura, Daisuke Hirakawa, Yūki Kaji, Yoshimasa Hosoya)
- (2014.10.01) Meiji Tokyo Renka Single – "Lunatic Kiss" (als Izumi Kyouka)
  - Lunatic Kiss (Duett mit Kenn)
  - Nostalgia (Duett mit Kenn)
- (2015.01.28) Brothers Conflict OVA ending single (als Hikaru Asahina)
  - I Love You ga Kikoenai (als Asahina Bros. + Juli mit Kenn, Daisuke Namikawa, Hiroshi Kamiya, Junichi Suwabe, Ken Takeuchi, Kazuyuki Okitsu, Tomoaki Maeno, Daisuke Ono, Kenichi Suzumura, Daisuke Hirakawa, Yūki Kaji, Yoshimasa Hosoya)
    - 見切れ桜 (Mikire Zakura)

  - (2013.05.15) Tiger & Bunny -Single Relay Project "Circuit Of Hero" Vol.3
    - 青春Honesty (Seishun Honesty) (mit Go Inoue)

  - (2013.06.12) Tiger & Bunny -Single Relay Project "Circuit Of Hero" Vol.4
    - 見切れヒーローイズム (Mikire Heroism)
    - チャチャチャdeワッショイ (Chachacha de wasshoi) (mit Mariya Ise)
- Place to Place (als Io Otonashi)
  - (2012.05.16) Atchi Kotchi Character Song Mini-Album
    - キラメキサイクル (Kirameki cycle)
- Sakamichi no Apollon (als Seiji Matsuoka)
  - (2012.07.25) Kids on the Slope Original Soundtrack Plus more & rare
    - Hey Boy featuring Nobuhiko Okamoto als Seiji Matsuoka sings (ヘイボーイ <featuring 岡本信彦 als Seiji Matsuoka sings>)
    - Bang Bang Bang featuring Nobuhiko Okamoto als Seiji Matsuoka sings (バンバンバン <featuring 岡本信彦 als Seiji Matsuoka sings>)
- Code:Breaker (als Rei Ōgami)
  - (2012.11.28) Code:Breaker Character Song Vol.1
    - Restoration to 0
- Ao no Exorcist (als Rin Okumura)
  - (2012.12.19) Blue Exorcist Character Song[95]
    - Trailblazer
- Hakkenden: Eight Dogs of the East (als Murasame)
  - (2013.03.22) Hakkenden -Touhou Hakken Ibun- Image Song CD Vol.1
    - 無敵のBuddy Muteki no Buddy
- Kamisama Hajimemashita (als Mizuki)
  - (2013.03.20) Kamisama Hajimemashita Bonus CD Vol. 4
    - Hitoshizuku

  - (2013.04.17) Kamisama Hajimemashita Bonus CD Vol. 5
    - ひとりあやとり (Hitori Ayatori)
- Bakuman (als Niizuma Eiji)
  - (2013.07.24) Bakuman Character Cover Song Collection Album
    - "Romance" (Cover eines Songs von Penicillin)
    - "Waiwai World" (Cover des originalen Openings von Dr. Slump – Arale-chan)
- Brother Conflict (als Hikaru Asahina)
  - Brothers Conflict Concept Mini-Album – O*TO*NA
    - Gossip (Duett mit Daisuke Hirakawa)
    - Otona Breakout (mit Kazuyuki Okitsu, Daisuke Hirakawa, Junichi Suwabe, Kenichi Suzumura, Kosuke Toriumi und Tomoaki Maeno)

  - Brothers Conflict Vol. 3 Extras
    - 2 to 1 (Duett mit Daisuke Hirakawa)

  - Brothers Conflict Christmas OVA
    - Brand New Venus (mit Kazuyuki Okitsu, Junichi Suwabe, Tomoaki Maeno, Yoshimasa Hosoya und Kenn)
    - O*HA*YO (mit Kazuyuki Okitsu, Junichi Suwabe, Tomoaki Maeno, Yoshimasa Hosoya und Kenn)
- Gekkan Shoujo Nozaki-kun (als Mikoto Mikoshiba)
  - (2014.09.24) Gekkan Shoujo Nozaki-kun Special Character Song CD Vol. 1
  - Ore no Te de SPARKING!! (SPARKING in my hand!!)
- Ace of Diamond
  - Ace of Diamond Character Song Vol. 4 (als Ryosuke Kominato)
  - (2014.12.03) Oikaze ni Tsugu
- Assassination Classroom (als Akabane Karma)
  - Opening Theme – The Theory of Savage Youth (mit Mai Fuchigami, Aya Suzaki, Ryota Ohsaka und Shintaro Asanuma)
  - Second Opening Theme – Self-reliance Revolution (mit Mai Fuchigami, Aya Suzaki, Ryota Ohsaka und Shintaro Asanuma)
- Assassination Classroom: Second Season (als Akabane Karma)
  - Opening Theme – QUESTION (mit Mai Fuchigami, Aya Suzaki, Ryota Ohsaka und Shintaro Asanuma)
  - Second Opening Theme – Bye Bye YESTERDAY (mit Mai Fuchigami, Aya Suzaki, Ryota Ohsaka und Shintaro Asanuma)
- Vatican Miracle Examiner (als Hiraga Josef Kō)
  - Ending Theme – Sacrament

### Spielemusik (PSP)
- Death Connection
  - (2010.06.16) Death Connection Character Song Album
    - promise (als Leonardo)
- 『恋は校則に縛られない！』(als Satoshi/Kyo)[96]
  - (2012.11.17)『恋は校則に縛られない！』オープニングテーマ「Brand New World」
    - 1.「Brand New World」mit Yūki Kaji, Terashima Takuma, Miyu Irino und Kōsuke Toriumi
    - 2.「Brand New World　– Instrumental -」　
    - 3.「Brand New World　– Game Size -」
    - 4.「Brand New World　– Instrumental / Game Size -」

  - (2012.11.17) キャラクターソングコレクション Vol.03　羽々崎 暁／キョウ（岡本信彦）
    - 1.「Heads or Tails」
    - 2.「Brand New World -Satoshi ver.-」
    - 3.「Heads or Tails -only Satoshi ver.-」
    - 4.「Heads or Tails -only Kyo ver.-」
    - 5.「Heads or Tails – off vocal ver. -」
    - 6.「Brand New World – off vocal / Satoshi ver.-」
- Koi Hana Days
  - (2013.06.26) Koi Hana Days OP&ED – Koi Tsubomi / Ai no Hanataba
    - 愛の花束 (Ai no Hanataba) (als Tsukasa Ranki)
- Harukanaru Toki no Naka de 5
  - (2013.05.29) Harukanaru Toki no Naka de 5 〜Akatsuki no Koi uta〜 2 Vocal Song CD
    - 朝に夕べに (Ashita ni Yuube ni) (als Okita Souji)
    - 誠一路 (Makoto Ichiro) mit Tetsu Inada und Takanori Hoshino
- Vinculum Hearts -Iris Mahou Gakkou-
  - (2014.11.12) Vinculum Hearts -Iris Mahou Gakkou- Intro Theme
    - Hajimari no Yakusoku (als Iris)

### Drama CD-Songs
- Rikei Danshi. Benkyo ni Naru!? (als Hazeru Mizunomoto)
  - (2009.06.24) Rikei Danshi. Benkyo ni Naru!? Character Song Vol.1 – Hazeru Mizunomoto
- # 並べ!元素記号 (勉強科目:化学) (Narabe! Ganso Kigou)
- # 原子分子マイン～ぼくらの理科室～ (『理系男子。』主題歌 【水ノ素 爆】 ソロバージョン) (Genshi bunshi Main ~Boku wa no Rika Shitsu~)
- # モノローグドラマ 水ノ素 爆 編 (Monologue Drama Mizu no Moto Bao-Hen)
- * (2010.10.27) Rikei Danshi. Benkyo ni Naru!? Character song Second stage Vol. 1 – Hazeru Mizunomoto & Genki Haihara
- # 結晶バンザイ! (勉強科目: 化学) (Kessho banzai! (Benkyou Kamoku: kagaku))
- # 情熱ヾ(*・∀・)ノスペクトル (勉強科目: 物理) (Jonetsu ( A ) no Spectrum (Benkyou Kamoku – Butsuri))
- # 葉緑体 ~僕と君と緑と光~ (勉強科目: 生物) (Yoryokutai ~Boku to Kimi to Midori to Hikari~ (Benkyou Kamoku: Seibutsu)) (von Daisuke Ono)
- # 進化☆ミラクル (勉強科目: 地学) (Shinka Miracle (Benkyou Kamoku: Chigaku)) (von Daisuke Ono)
- # fellowそぞろfollow (fellow Sozoro follow) (mit Daisuke Ono)
- # ミニドラマ「ひまわり畑で」 (Mini Drama 'Himawari Hatake de) (mit Daisuke Ono)

### Gecoverte Lieder
- Disney
  - Disney Love Stories (Disney – Koe no Ojisama Vol.2)
    - Hakuna Matata (Duett mit Hiro Shimono)
    - Good Company